# Whose Side Are You On?
Whose Side Are You On? è il primo album dei Matt Bianco, pubblicato nel 1984 per la WEA.
Il long playing è da tempo fuori catalogo in molti paesi, mentre continua ad essere ristampato in altri. All'epoca della sua prima uscita, questo disco di platino e doppio disco d'oro era disponibile in tre diverse edizioni, ciascuna con tracklisting alternativa e lunghezza dei brani variabile. L'LP conteneva le classiche 10 tracce, così come il CD, che presentava però una lunga «extended version» per il primo singolo Get Out of Your Lazy Bed, mentre l'edizione MC comprendeva 12 tracce, con 2 bonus tracks, costituite dai lati B, in origine inediti e abbinati ai singoli, The Other Side, uno strumentale che chiude l'edizione in cassetta, e Big Rosie, un'«extended version», il cui originale compariva sul retro del primo singolo della band, Get Out of Your Lazy Bed. Entrambi i brani sono gli unici a risalire al 1983, mentre tutti gli altri sono del 1984; la versione remix dell'ultimo singolo pubblicato dall'album, invece, More Than I Can Bear, è del 1985.
In questo primo album dei Matt Bianco la formazione vedeva la polacca Basia alle voci e soprattutto alle armonie vocali. Il brano Half a Minute, pubblicato come singolo, è interamente cantato da lei.
Oltre alla popolare title track, che ottiene innumerevoli passaggi radio, pur non venendo estratta come 45 giri, 5 tracce vengono ufficialmente promosse dall'album, per un totale di 4 singoli, uno dei quali è costituito da un cosiddetto «double-A-side single» (doppio lato A). Tutte le canzoni vengono promosse nelle corrispondenti versioni dell'album, tranne l'ultimo estratto, costituito dalla suggestiva ballad More Than I Can Bear, che, a causa della sua tardiva pubblicazione, avvenuta più di un anno dopo l'originaria uscita del 33 giri, viene remixato aggiungendo una introduzione vocale di Basia al posto di quella originale, prima di essere commercializzato su formato singolo, dato che la versione dell'album era ormai fin troppo conosciuta, a causa delle vendite multi-platino del long playing. Il remix del 1985 di quest'ultimo estratto verrà poi incluso sul primo The Best of Matt Bianco, dato alle stampe nel 1990, ma non compare né sul vinile, né sull'edizione in cassetta o in compact disc dell'album del 1984. Dei due lati B, Big Rosie e The Other Side, non esiste alcuna versione digitale, almeno finora.

## Tracce
Tutti i brani di Reilly/White tranne Whose Side Are You On? di Reilly/White/Ross, Half a Minute e Big Rosie di Reilly/White/Poncioni.
Tutti i brani del 1984 tranne Big Rosie e Get Out of Your Lazy Bed del 1983.

### LP/CD
1. "Whose Side Are You On?" - 4:32
2. "More Than I Can Bear" - 4:15
3. "No No Never" - 3:43
4. "Half a Minute" - 3:49
5. "Matt's Mood" - 5:19
6. "Get Out of Your Lazy Bed" - (Single Version) 3:25 (LP) / (Extended Version) 7:06 (CD)
7. "It's Getting Late" - 3:20
8. "Sneaking Out the Back Door" - 3:46
9. "Riding With the Wind" - 3:22
10. "Matt's Mood II" - 5:15

## Singoli estratti dall'album
- 11 febbraio 1984 - Get Out of Your Lazy Bed (UK #15 - 8 settimane)
- 14 aprile 1984 / 5 maggio 1984 - Sneaking Out the Back Door/Matt's Mood (UK # 44 - 7 settimane) (Matt's Mood promosso solo dal 5 maggio)
- 10 novembre 1984 - Half a Minute (UK #23 - 10 settimane)
- 2 marzo 1985 - More Than I Can Bear (UK #50 - 7 settimane)

## Formazione

### Band
- Mark Reilly: voce e produzione
- Basia Trzetrzelewska: voce e arrangiamento armonie vocali
- Danny White: tastiere e produzione

### Produzione
- Peter Collins per la Loose End Productions: produzione su Big Rosie
- Phil Harding: tecnico del suono su tutti i brani tranne Matt's Mood, Get Out of Your Lazy Bed e Sneaking Out the Back Door, missaggio su tutti i brani tranne Matt's Mood
- John Buckley: tecnico del suono su Matt's Mood, Get Out of Your Lazy Bed e Sneaking Out the Back Door, missaggio su Matt's Mood

### Musicisti
- Robin Jones: percussioni su tutti i brani tranne Get Out of Your Lazy Bed e Sneaking Out the Back Door
- Ronnie Ross: sassofono baritono su No No Never, Half a Minute, Matt's Mood, Get Out of Your Lazy Bed, Matt's Mood II e The Other Side
- Charlie Morgan: batteria su Whose Side Are You On? (title track)
- Guy Barker: flicorno su More Than I Can Bear
- Chris Dean: trombone su It's Getting Late
- Luke Tanny: tromba su Sneaking Out the Back Door
- Peter Ross: batteria e percussioni su Big Rosie, Get Out of Your Lazy Bed e Sneaking Out the Back Door
- Ray Warleigh: flauto su Big Rosie
- Kito Poncioni: musica su Big Rosie

### Staff
- Jallé Bakke: acconciatura e trucco
- Monica Curtin: fotografia
- Simon Pickford: grafica
- Trina Baer: abiti
- Peter White, Brian Carr, Richard Evans, Oliver Smallman, "The Lizard" e WEA Records: collaborazione e ringraziamenti speciali
- Matt Music Ltd: edizioni musicali
- Matt Music Ltd/Rondor Music (London Ltd): edizioni musicali per Whose Side Are You On? (title track)

## Dettagli pubblicazione
| Paese  | Data | Etichetta | Formato | N° Catalogo |
| Europa | 1984 | WEA       |         |             |
|        |      |           | CD      | 240472-2    |
|        |      |           | LP      | WX7 240472  |